# Папужка золотоплечий
Папужка золотоплечий (Psephotellus chrysopterygius) — вид папугоподібних птахів родини Psittaculidae. Ендемік Австралії.

## Поширення
Вид поширений у південній та центральній частинах півострова Кейп-Йорк на півночі Австралії. Наразі відомо, що золотоплечі папужки розмножуються у верхів'ях річок Морхед і Стейтен і в прилеглих водозбірних басейнах. Раніше вони розмножувалися на північ від Коена в 1920-х роках, у Срібних рівнинах до 1950-х років і у Віолтевале до 1970-х років. Мешканець вологих або сухих евкаліптових саван, ґрунт яких вкритий однорічними травами.

## Опис
Лоб блідо-жовтий, верх голови чорний від ока, звужується ззаду до тонкої смуги по шиї до спини; решта голови і підхвістя бірюзово-блакитні; широка червона пляма від черева до підхвістя; задня частина мантії і покриви крил злегка коричневі, а середні покриви золотисто-жовті; хвіст темно-зеленуватий з блакитним краєм; бірюзово-блакитна спинка. Самиця блідо-зелена з блідо-коричневою верхньою частиною голови та блідо-блакитною передньою частиною голови та нижньою частиною живота; бліда підкрилкова смуга.

## Спосіб життя
Харчуються переважно насінням однорічних трав. Птахи хапають окремі травинки однією кінцівкою і пригинають їх до землі. Там вони поїдають незрілі насінинки. Гніздові нори влаштовують здебільшого в термітниках конічної форми виду Amitermes scopulus. Гніздові дупла зазвичай щороку викопують самиці. Зазвичай кладка складається з чотирьох-семи яєць. Інтервал кладки — дві доби. Коли відкладено друге або третє яйце, самиця починає насиджування. Період розмноження триває від 19 до 21 дня. Пташенята залишають гніздову порожнину, коли їм виповнюється приблизно п'ять тижнів.